# Gary Dicker
Gary Richard Perry Dicker est un footballeur irlandais, né le 31 juillet 1986 à Dublin en Irlande. Il évolue au poste de milieu de terrain au Kilmarnock FC.

## Biographie
Gary Dicker dispute 41 matchs en Championship (D2 anglaise), avec l'équipe de Brighton, lors des saisons 2011-2012 et 2012-2013.
Le 1er février 2016, il rejoint le club écossais de Kilmarnock.

## Palmarès
Avec Brighton, il remporte la League One (D3) en 2011.